# Piotruś Pan (film 1924)
Piotruś Pan (ang. Peter Pan) – amerykański film z 1924 roku w reżyserii Herberta Brenona na post. sztuki i powieści J.M. Barriego pod tym samym tytułem. Pierwsza ekranizacja Piotrusia Pana.

## Obsada
- Betty Bronson – Piotruś Pan
- Mary Brian – Wendy Moira Angela Darling
- Virginia Brown Faire – Dzwoneczek
- Ernest Torrence – kapitan Jakub Hak
- Jack Murphy – John Napoleon Darling
- Philippe De Lacy – Michael Nicholas Darling
- George Ali –
  - pies Nana
  - krokodyl
- Esther Ralston – pani Darling
- Cyril Chadwick – pan Darling
- Anna May Wong – Tygrysia Lilia
- Maurice Murphy – Tootles
- Mickey McBan – Slightly
- George Crane Jr. – Curly
- Winston Doty – Bliźniak #1
- Weston Doty – Bliźniak #2
- Terence McMillan – Nibs
- Lewis Morrison – Dżentelmen Starkey
- Edward Kipling – Smee
- Ralph Yearsley – Włoch Cecco
- Ed Jones – Mullins
- Percy Barbat – Noodler
- Richard Frazier – Wielki Murzyn
- Maurice Cannon – Cookson
- Robert Milasch – Kelt
- Charles A. Stevenson – Jukes
- Kit Wain – wiewiórka